# Cochlostoma
Cochlostoma ist eine Gattung auf dem Land lebender Schnecken aus der Familie der Walddeckelschnecken (Cochlostomatidae) in der Ordnung der Architaenioglossa ("Alt Bandzüngler"). Die ältesten Vertreter der Gattung Cochlostoma stammen aus dem Paläozän (Paläogen).

## Merkmale
Die rechtsgewundenen, hochkonischen Gehäuse sind bis etwa 10 mm hoch und 5 mm breit. Sie weisen haben 7 bis 9,5 mehr oder weniger stark gewölbte Windungen auf, die langsam und regelmäßig zunehmen. Die letzte Windung ist meist etwas eingeengt. Die Mündung ist rundlich und mit einer breiten Mündungslippe versehen. Die Oberfläche ist mit mehr oder weniger dicht stehenden, unterschiedlich geformten, innen hohlen Rippen bedeckt. Juvenile Gehäuse besitzen oft noch einen leichten Kiel und eine schmale Mündungslippe. Der Ansatz der folgenden Windung (Sutur) kann dem Kiel etwas folgen bzw. setzt genau am Kiel an und lässt ihn quasi verschwinden, oder er setzt auch etwas darunter an (der Kiel ist dann noch zu sehen). Er verschwindet auf den adulten Windungen bzw. es ist nur noch eine leichte Unregelmäßigkeit in der Windungskurve vorhanden. Die Mündung ist annähernd rund. Bei adulten Tieren ist der Mundrand verdickt und mehr oder weniger stark nach außen gebogen. Er kann im Columellar- und Parietalbereich sog. Ohren ausbilden ("Aurikulation"). Innen kann der Mundsaum durch eine weiße, kräftige Lippe verdickt sein. Der Nabel ist sehr eng und nadelförmig; er kann durch den umgebogenen Mundsaum verdeckt sein. Das Operculum ist nicht verkalkt und besteht aus zwei Platten, die durch einen gekammerten Zwischenraum verbunden sind.
Die Tiere sind getrenntgeschlechtlich. Bei einigen Arten dokumentiert sich ein leichter Geschlechtsdimorphismus auch im Gehäuse. Die Männchen haben ein im Durchschnitt etwas kleineres und dickeres Gehäuse, das oft auch etwas dunkler gefärbt ist als die Gehäuse der Weibchen. Eine sichere Unterscheidung nur anhand der Gehäuse ist aber im Einzelfall oft nicht möglich. Im weiblichen Genitaltrakt liegt die Geschlechtsdrüse im Apikalteil des Gehäuses. Sie ist mit dem Uterus-/Bursa copulatorix-Komplex durch den zunächst dünnen, später angeschwollenen und stark in Schlingen gelegten Eileiter verbunden. Die Bursa copulatorix ist eng an das obere Ende Uterus angelegt; äußerlich ist kaum eine Abgrenzung zu erkennen. Die Einmündung des Eileiters in den Uterus ist bei den einzelnen Gruppen der Gattung Cochlostoma etwas unterschiedlich. Im männlichen Genitaltrakt ist die gewöhnlich orangefarbene Geschlechtsdrüse ebenfalls im apikalen Teil des Gehäuses. Der dünne Samenleiter verläuft an der Spindel entlang und tritt in die Prostata ein, die am dorsalen Rand der Mantelhöhle liegt. Die Prostata ist länglich und abgeflacht und weist ein gerundetes oberes Ende auf. Sie führt zur rechten Seite des Tieres Auge und läuft in den Samenleiter aus, der zur Basis des gut entwickelten Penis verläuft.
Die Kopftentakeln sind schlank und gewöhnlich etwas dunkler als der Körper. Die Augen sitzen außen an der Basis der Fühler.

## Geographische Verbreitung, Lebensraum und Lebensweise
Das Verbreitungsgebiet umfasst Europa, Nordafrika und die Türkei, wobei der Schwerpunkt der Diversität im Mittelmeerraum liegt.
Die Tiere leben gewöhnlich in steinigen Habitaten, wo sie sich in Ritzen und Spalten und unter den Steinen verbergen. Bei Regen kommen sie hervor und sind nun auf den Oberflächen der Steine und Felsen zu finden, seltener auch auf Holzstücken und der Rinde lebender Bäume. Sie weiden dort Algen und Flechten ab, nehmen auch verrottende Pflanzenteile mit auf.
Die Weibchen legen nur wenige, aber relativ große Eier ab. Die Entwicklungszeit im Ei ist entsprechend lange und dauert bis zu zwei Monate.

## Taxonomie und Systematik
Das Taxon wurde 1830 von Georg Jan als Untergattung von Cyclostoma Draparnaud, 1801 aufgestellt. Es fand zunächst keine Beachtung und wurde erst von Kobelt (1902) "wiederbelebt". Wilhelm Wenz bestimmte 1923 Cyclostoma maculatum Draparnaud, 1805, ein jüngeres Synonym von Cochlostoma septemspirale (Razoumowsky, 1789) zur Typusart. Derzeit akzeptiert die Fauna Europaea fünf Untergattungen:
- Gattung Cochlostoma Jan, 1830
  - Untergattung Cochlostoma (Auritus) Westerlund, 1883 (= Titanopoma A. J. Wagner, 1897)
    - Cochlostoma auritum (Roßmäßler, 1837)
    - Cochlostoma fuchsi Fehér, 2004
    - Cochlostoma georgi (A. J. Wagner, 1906)
    - Cochlostoma hoyeri (Polinski, 1922)
    - †Cochlostoma marcellanum (Oppenheim, 1890), Bartonium, Eozän
    - Cochlostoma pinteri Fehér, 2004

  - Untergattung Cochlostoma (Cochlostoma) Jan, 1830
    - Cochlostoma braueri (A.J. Wagner, 1897)
    - Cochlostoma cinerascens (Roßmäßler, 1837)
    - Cochlostoma cretense (Maltzan, 1887)
    - Cochlostoma elegans (Clessin, 1879)
    - †Cochlostoma fraasi (Joos, 1902), Sarmatium
    - Cochlostoma henricae (Strobel, 1851)
      - Cochlostoma henricae henricae (Strobel, 1851)
      - Cochlostoma henricae huettneri (A. J. Wagner, 1895)

    - †Cochlostoma labellum (Thomae, 1845), Chattium
    - Cochlostoma mostarensis (A.J. Wagner, 1906)
    - †Cochlostoma saueri Geyer, 1914, Pleistozän
    - Cochlostoma scalarinum (A. & J.B. Villa, 1841)
    - Kleine Walddeckelschnecke (Cochlostoma septemspirale (Razoumowsky, 1789))
    - †Cochlostoma suevicum Sandberger, 1869, Sarmatium

  - Untergattung Cochlostoma (Holcopoma) Kobelt & Moellendorff, 1899
    - Cochlostoma achaicum (O. Boettger, 1885)
    - Cochlostoma hellenicum (Saint-Simon, 1869)
    - Cochlostoma mienisi Schütt, 1978
    - Cochlostoma parnonis Schütt, 1981
    - Cochlostoma roseoli (A.J. Wagner, 1901)
    - Cochlostoma tessellatum (Roßmäßler, 1837)
    - Cochlostoma westerlundi (Paulucci, 1879)

  - Untergattung Cochlostoma (Obscurella) Clessin, 1889
    - †Cochlostoma antiquum (Miller, 1907), Lutetium, Eozän
    - Cochlostoma apricum (Mousson, 1847)
    - Cochlostoma asturicum (Raven, 1990)
    - Cochlostoma bicostulatum Gofas, 1989
    - †Cochlostoma buxovillanum Wenz, 1872, Lutetium, Eozän
    - Cochlostoma canestrinii (Adami, 1876)
    - †Cochlostoma cieuracense (Noulet, 1854), Rupelium, Oligozän
    - Cochlostoma conicum (Vallot, 1801)
    - Cochlostoma crassilabrum (Dupuy, 1849)
    - †Cochlostoma excellens (Joos, 1912), Sarmatium, Miozän
    - †Cochlostoma filholi (Filhol, 1877), ?Oligozän
    - Cochlostoma gigas Gofas & Backeljau, 1994
    - Cochlostoma hidalgoi (Crosse, 1864)
    - †Cochlostoma lugdunense (Delafond & Depéret, 1893), Pliozän
    - Cochlostoma martorelli (Servain, 1880)
      - Cochlostoma martorelli martorelli (Bourguignat, 1880)
      - Cochlostoma martorelli montsiccianus (Bofill, 1890)
      - Cochlostoma martorelli esseranum (Fagot, 1888)

    - †Cochlostoma mirificum (Cossmann, 1899), Lutetium
    - †Cochlostoma moloti (Cossmann, 1907), Thanetium, Paläozän
    - Cochlostoma nouleti (Dupuy, 1851)
    - Dunkle Walddeckelschnecke (Cochlostoma obscurum (Draparnaud, 1805))
    - Cochlostoma oscitans Gofas, 1989
    - Cochlostoma partioti (Saint-Simon, 1848)
    - †Cochlostoma proximum (Cossmann, 1888), Paläozän
    - †Cochlostoma ressoni (Raincourt, 1876), Eozän
    - †Cochlostoma salomoni (Geyer, 1914)
    - †Cochlostoma sandbergeri (Noulet, 1867)

  - Untergattung Cochlostoma (Turritus) Westerlund 1883
    - Cochlostoma acutum (Caziot, 1908)[3]
    - Cochlostoma adamii (Paulucci, 1879)
    - Cochlostoma affine (Benoit, 1882)
    - Cochlostoma alleryanum (Paulucci, 1879)
    - Cochlostoma anomphale Boeckel, 1939
    - †Cochlostoma crassicosta (Sandberger, 1872), Bartonium, Eozän
    - Cochlostoma crosseanum (Paulucci, 1879)
    - Cochlostoma dalmatinum (L. Pfeiffer, 1863)
    - Cochlostoma erika (A.J. Wagner, 1906)
    - Cochlostoma euboicum (Westerlund, 1885)
    - Cochlostoma gracile (L. Pfeiffer, 1849)
    - Cochlostoma intermedium (Pini, 1884)
    - Cochlostoma kleciaki (Braun, 1887)
    - †Cochlostoma lamellosum (Sandberg, 1873), Oligozän
    - Cochlostoma macei (Bourguignat, 1869)
    - Cochlostoma mariannae Nordsieck, 2011[4]
    - Cochlostoma montanum (Issel, 1866)
    - Cochlostoma nanum (Westerlund, 1879)
    - Cochlostoma pageti Klemm, 1962
    - Cochlostoma paladilhianum (Saint-Simon, 1869)
    - Cochlostoma patulum (Draparnaud, 1801)
    - Cochlostoma philippianum (Gredler, 1853)
    - Cochlostoma porroi (Strobel, 1850)
    - Cochlostoma sardoum (Westerlund, 1890)
    - Cochlostoma simrothi (Caziot, 1908)
    - Cochlostoma stossichi (Hirc, 1881)
    - Cochlostoma sturanii (A.J. Wagner, 1897)
    - Cochlostoma subalpinum (Pini, 1884)
      - Cochlostoma subalpinum subalpinum (Pini, 1884)
      - †Cochlostoma subalpinum fossile (Sacco, 1894)

    - Cochlostoma tergestinum (Westerlund, 1878)
    - Cochlostoma villae (Strobel, 1851)
    - Cochlostoma waldemari (A.J. Wagner, 1897)

  - Subgenus incertus
    - †Cochlostoma dubium (Miller, 1907), Lutetium, Eozän
    - †Cochlostoma heterostoma (Edwards, 1852), Oligozän
    - †Cochlostoma hochwaldense (Gutzwiller, 1905), Lutetium, Eozän
    - †Cochlostoma parvulum (Deshayes, 1863), Thanetium, Paläozän
    - †Cochlostoma polonicum (Lomnicki, 1902), Tortonium, Miozän
    - †Cochlostoma vectiense (Wood, 1877), Oligozän

## Belege

### Online
- AnimalBase - Cochlostoma